# Stor-Kilsjön
Stor-Kilsjön är en sjö i Sollefteå kommun i Ångermanland och ingår i Ångermanälvens huvudavrinningsområde. Sjön har en area på 0,458 kvadratkilometer och ligger 318 meter över havet. Sjön avvattnas av vattendraget Kilån.

## Delavrinningsområde
Stor-Kilsjön ingår i det delavrinningsområde (704404-154075) som SMHI kallar för Inloppet i Ytter-Kilsjön. Medelhöjden är 320 meter över havet och ytan är 18,06 kvadratkilometer. Det finns inga avrinningsområden uppströms utan avrinningsområdet är högsta punkten. Kilån som avvattnar avrinningsområdet har biflödesordning 3, vilket innebär att vattnet flödar genom totalt 3 vattendrag innan det når havet efter 99 kilometer. Avrinningsområdet består mestadels av skog (90 procent). Avrinningsområdet har 0,46 kvadratkilometer vattenytor vilket ger det en sjöprocent på 2,6 procent.